# دوم باسيليو
دوم باسيليو بلدية في ولاية باهيا في المنطقة الشمالية الشرقية من البرازيل. النشاط الاقتصادي الرئيسي في هذه البلدية هو الزراعة.